# Wolfgang Schild (Staatssekretär)
Wolfgang Schild (* 1952 in Dudweiler) ist ein deutscher Politiker (CDU). Er war von 2007 bis 2012 Staatssekretär im Ministerium für Justiz, Arbeit, Gesundheit und Soziales des Saarlandes und war bereits zuvor von 1999 bis 2007 als Justiz-Staatssekretär tätig.

## Biographie
Nach dem Studium der Rechtswissenschaften und der Referendarzeit arbeitete Schild von 1976 bis 1979 als Wissenschaftlicher Mitarbeiter am Institut für europäisches Recht der Universität des Saarlandes. 1980 trat er in den saarländischen Justizdienst ein, in der Folge wurde Schild Staatsanwalt und Richter am Landgericht. Von 1990 bis 1992 war er Richter in Cottbus am dortigen Kreisgericht/Bezirksgericht, ab 1992 Richter am Oberlandesgericht.
Nebenberuflich ist Schild seit 1986 Mitglied des Justizprüfungsamtes. Bis zu seiner Ernennung zum Staatssekretär war er stellvertretendes Mitglied des Verfassungsgerichtshofes, Leiter von Referendararbeitsgemeinschaften sowie Lehrbeauftragter an der Universität des Saarlandes.
Wolfgang Schild ist verheiratet und hat zwei Kinder.

## Politik
Schild ist Mitglied der CDU. Er war bis 2010 Vorsitzender des CDU-Stadtbezirksverbandes Dudweiler.
Nach dem Erfolg der CDU bei der Landtagswahl im Saarland 1999 und der anschließenden Regierungsbildung durch Peter Müller wurde Schild im September 1999 Staatssekretär im Ministerium der Justiz. Aufgrund von Veränderungen des Ressortzuschnitts war er von 2004 bis 2007 Staatssekretär im Ministerium für Justiz, Gesundheit und Soziales und von 2007 bis 2012 Staatssekretär im Ministerium für Justiz, Arbeit, Gesundheit und Soziales.